# Trådbräknar
Trådbräknar (Pilularia) är ett släkte av klöverbräkenväxter. Trådbräknar ingår i familjen Marsileaceae.
Släktets arter är vattenväxter. De förekommer i Europa, Amerika, Australien, Nya Zeeland och på öar i Stilla havet.
Arter enligt Catalogue of Life:
- Pilularia americana
- Pilularia bokkeveldensis
- Pilularia dracomontana
- Pilularia globulifera
- Pilularia minuta
- Pilularia novae-hollandiae
- Pilularia novae-zelandiae

## Bildgalleri

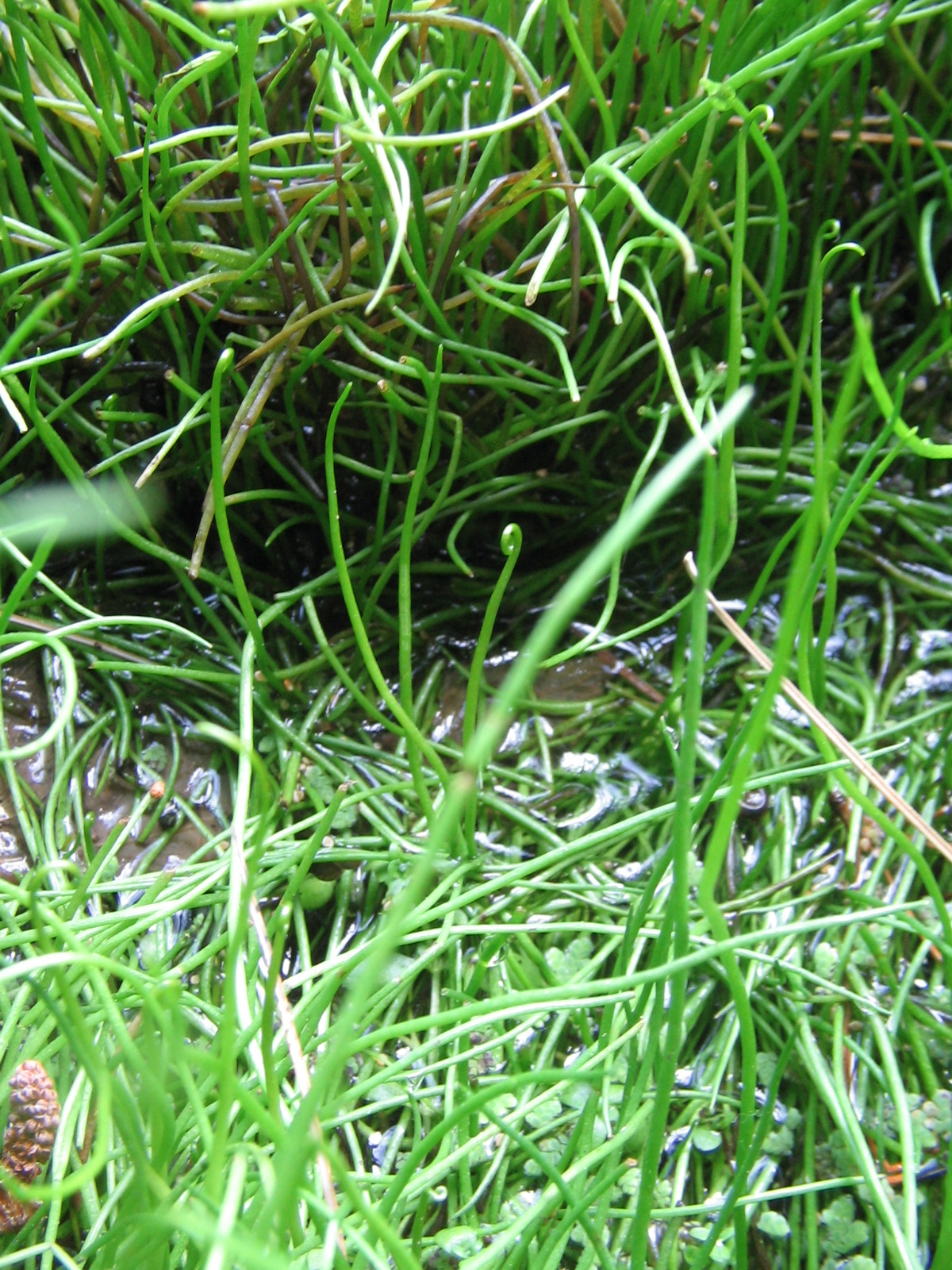
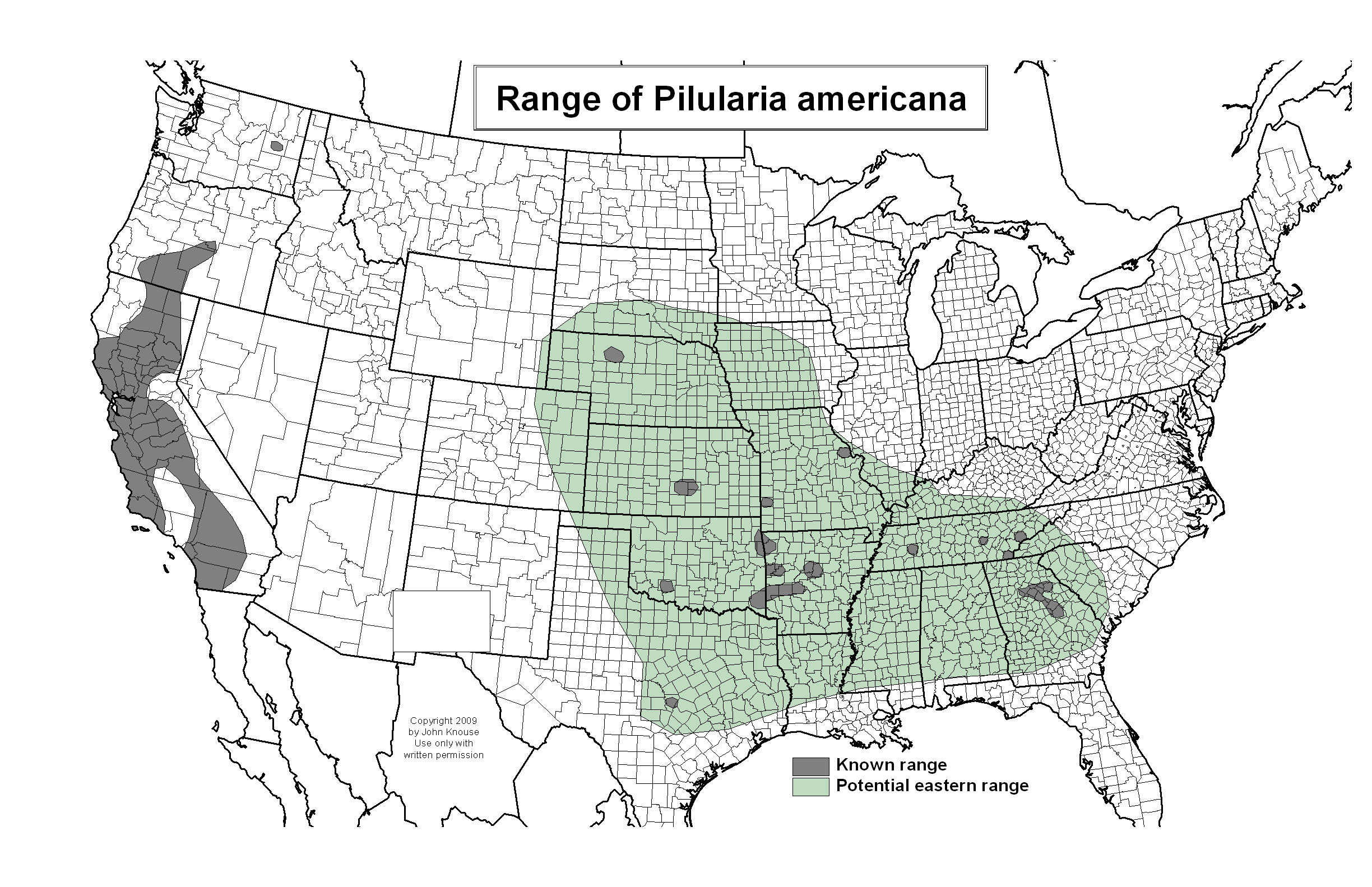
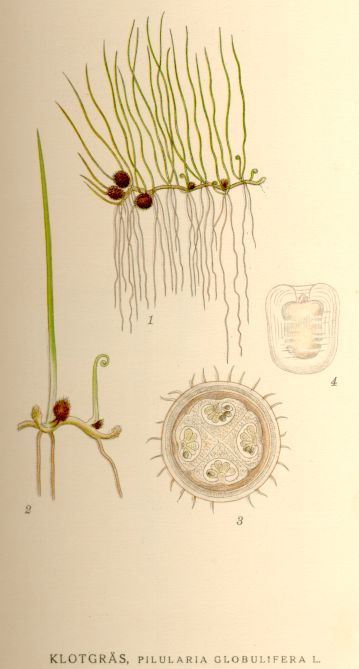